# Дегтяри (Черниговская область)
Дегтяри́ (укр. Дігтярі) — посёлок в Прилукском районе Черниговской области Украины. Расположен при впадении речки Лысогор в Удай, на восточном берегу.

## История
Территория посёлка заселена с давних времён — так, возле Дегтярей обнаружены остатки древнерусского поселения.
Название происходит от производства дёгтя крестьянами в урочищах Сотницкое и Десятки. Село впервые упоминается в 1666 году под названием «Дехтярка». В нём 2 хозяйства крестьян, которые «пахали на 2-х волах»; казаки не показаны. Свободное военное село,«в ратушу Варвинской прислушаюче».
Село входило в 1-ю Варвянскую сотню Прилукского полка, а с 1781 года в Прилукский уезд Черниговского наместничества
В 1714 году прилуцкий полковник Игнат Галаган начал скупать там крестьянские и казачьи дворы. На 1729 год из 53 дворов ему принадлежало 48, под видом «слободки Дегтяровои». В 1737 году село ещё значилось свободным, в нём показано 17 хозяйств крестьян, 28 хозяйств казаков (11 выборных, 17 подпомощников). Рядом с селом названа «слободка Дегтярова», в которой за Игнатом Галаганом числилось 42 двора крестьян.
В 1753 году никакой «слободки» уже не упоминается, а значится галагановское село Дегтяри, в котором полковнику Григорию Галагану принадлежит 230 крестьян мужского пола.
В 1780 году — 53 двора (73 дома) крестьян, принадлежавших коллежскому асессору Ивану Григорьевичу Галагану, 47 дворов (58 домов) казаков, 2 двора (2 дома) казачьих подсоседков. В 1797 году — 390 человек налогооблагаемого населения мужского пола; действовала деревянная Преображенская церковь, построенная в 1716 году.
В 1862 году в владельческом и казённом селе Дегтяри́ была церковь, завод и 193 двора где жило 1220 человек (603 мужского и 617 женского пола)
В конце XIX века, по сведениям ЭСБЕ, село состояло из 256 дворов с населением 1328 человек.
В 1911 году в селе Дегтяри́ была Преображенская церковь, земская и грамоты школы и жило 1665 человек (785 мужского и 880 женского пола)
В конце XIX — начале XX века в Дегтярях функционировало Земское пятиклассное ремесленное училище, помещавшееся в пожертвованной Г. П. Галаганом усадьбе с парком в 16 десятин; на содержание училища губернским земством ежегодно выделялось 20000 рублей. Изделия училищной мастерской были премированы на Харьковской всероссийской и на местных сельскохозяйственных выставках. После Второй мировой войны в бывшей усадьбе Галаганов открыли профессионально-техническое училище, в настоящее время в здании находится аграрный лицей.
Посёлок городского типа с 1960 года.
В январе 1989 года численность населения составляла 1479 человек.
По состоянию на 1 января 2013 года численность населения составляла 1253 человек.

### Административное подчинение
Село входило в Варвинскую, с 1761 года — в Першоварвинскою сотню Прилуцкого полка, в Прилуцкий уезд (1782—1923), в Сребнянский район Прилукского округа (1923-1930).
В ХІХ столетии село Дегтяри было в составе Иванковской волости Прилукского уезда Полтавской губернии.